# RK Zagreb
El Rukometni Klub Zagreb es un club de balonmano de la localidad de Zagreb, Croacia.
Desde 2011 el RK Zagreb juega en la Liga SEHA, donde se enfrenta a equipos de los Balcanes.
Es el club más importante de la antigua Yugoslavia. Durante los años 1990 fue conocido como Badel Zagreb, y en el año 2007 cambió su nombre al actual.

## Palmarés
- Liga de Croacia de balonmano*: 42
  - 1948, 1949, 1954, 1956, 1957, 1962, 1963, 1965, 1989, 1991, 1992, 1993, 1994, 1995, 1996, 1997, 1998, 1999, 2000, 2001, 2002, 2003, 2004, 2005, 2006, 2007, 2008, 2009, 2010, 2011, 2012, 2013, 2014, 2015, 2016, 2017, 2018, 2019, 2021, 2022, 2023, 2024
- Liga SEHA: 1
  - 2013
- Copa de Croacia de balonmano*: 32
  - 1962, 1991, 1992, 1993, 1994, 1995, 1996, 1997, 1998, 1999, 2000, 2003, 2004, 2005, 2006, 2007, 2008, 2009, 2010, 2011, 2012, 2013, 2014, 2015, 2016, 2017, 2018, 2019, 2021, 2022, 2023, 2024

- Copa de Europa: 2
  - Campeón: 1992, 1993
  - Subcampeón: 1995, 1997, 1998, 1999

- Recopa:
  - Subcampeón: 2005

- Hasta 1989 disputaba competiciones nacionales de Yugoslavia, a partir de ese año disputa competiciones nacionales de Croacia.

## Plantilla 2024-25
|  | Porteros - 12 Ante Grbavac - 25 Matej Mandić - 76 Toni Matošević Extremos izquierdos - 06 Davor Ćavar - 24 Jakov Celegin - 31 Timur Dibirov Extremos derechos - 14 Maksimilijan Molc - 17 Paolo Kraljević - 19 Petar Šprem - 71 Filip Glavaš Pívots - 07 Patryk Walczak - 08 Adin Faljić - 77 Roko Trivković | Laterales izquierdos - 10 Jakov Gojun - 11 Zvonimir Srna - 34 Niko Franković Centrales - 21 Davor Gavrić - 23 Ivano Pavlović - 44 Ihar Belyavski - 47 Aleks Kavčič Laterales derechos - 02 Nedim Hadžić - 09 Luka Lovre Klarica - 22 Matej Svržnjak |

## Sitio oficial
- Web oficial del RK Zagreb (en croata)

- Datos: Q570556
- Multimedia: RK Zagreb / Q570556